# جورج شيروود
جورج شيروود هو قاضي وسياسي كندي، ولد في 29 مايو 1811.